# Мостурфлот
«Мостурфлот» (ОАО «Московский туристический флот») входит в группу компаний «Московское речное пароходство», одного из старейших Российских предприятий водного транспорта, ведущего свою историю с 1857 года. Компания находится в тройке крупнейших компаний (наряду c Водоходом и Инфофлотом) консолидированного российского рынка речных круизов (первые пять компаний перевозят около 80 % всего пассажиропотока).

## Деятельность
Круизная компания «Мостурфлот» является собственником круизных и прогулочных теплоходов и оператором речных круизов. Занимается организацией туристских перевозок на теплоходах по внутренним водным путям (лицензия Минтранса ВВТ-2 № 14314), созданием и реализацией туристского продукта (круизов), свидетельство о внесении в ЕФР туроператоров МВТ 000292 .
Для поддержания судов в хорошем рабочем состоянии, а также для постоянного контроля их технического состояния, компания располагает своей эксплуатационно-технической службой: служба безопасности судоходства, возглавляемая заместителем генерального директора, и входящие в её состав капитаны-наставники. Служба обеспечивает лоцманские проводки судов, получение атласов, карт, пособий для безопасности движения, обеспечивает сопровождение судов по затруднённым участкам пути, контролирует движение всех судов.
Основные направления деятельности:
- Туроператорская деятельность по организации речных круизов на собственных теплоходах по рекам и озерам европейской части России (реки: Волга, Нева, Кама, Дон, Ока и озера: Белое, Онежское, Ладожское) продолжительностью от 1 до 22 дней на комфортабельных теплоходах с заходом в древние города России: Углич, Кострома, Ярославль, Плес, Нижний Новгород, Муром, Казань, Уфа, Санкт-Петербург, Астрахань, Ростов-на-Дону и другие (всего более 50 городов и более 300 маршрутов). Отправление теплоходов из Москвы и Санкт-Петербурга.
- Туристское агентство по продаже путёвок на морские и зарубежные речные круизы. Одна из крупнейших баз Российских и зарубежных круизов.
- Предоставление в аренду круизных и банкетных (прогулочных) теплоходов для отдыха и деловых встреч, пассажировместимостью от 8 до 300 человек, с возможностью размещения в комфортабельных каютах, питания в ресторанах теплохода, организаций экскурсий в городах и развлекательной программы на борту теплохода по индивидуальному заказу.
- Собственная эксплуатационная база, услуги по судоремонту.
- Собственная служба общественного питания на теплоходах и банкетная служба.

Член «Ассоциации туроператоров России».

## Флот компании
В собственность и оперативное управление компанией «Мостурфлот» передан следующий круизный флот «Московского речного пароходства».

### Тип «Сергей Есенин»
| Фото | Название       | Год постройки, примечания |
| ---- | -------------- | ------------------------- |
|      | Сергей Есенин  | 1984                      |
|      | Александр Грин | 1984                      |
|      | Валерий Брюсов | 1985                      |

### Тип «Василий Суриков»
| Фото | Название        | Год постройки, примечания |
| ---- | --------------- | ------------------------- |
|      | Василий Суриков | 1975                      |
|      | Илья Репин      | 1975                      |

### Тип «Владимир Ильич»
| Фото | Название         | Год постройки, примечания |
| ---- | ---------------- | ------------------------- |
|      | Михаил Булгаков  | 1979                      |
|      | Андрей Рублев    | 1981                      |
|      | Николай Карамзин | 1981                      |
|      | Княжна Виктория  | 1982                      |

### Тип «Дмитрий Фурманов»
| Фото | Название         | Год постройки, примечания |
| ---- | ---------------- | ------------------------- |
|      | Леонид Красин    | 1989                      |
|      | Княжна Анастасия | 1989                      |
|      | А.С. Пушкин      | 1990                      |

### Тип «Родина»
| Фото | Название     | Год постройки, примечания |
| ---- | ------------ | ------------------------- |
|      | И. А. Крылов | 1956                      |

### Тип «Дунай»
| Фото | Название        | Год постройки, примечания |
| ---- | --------------- | ------------------------- |
|      | Сергей Образцов | 1961                      |